# Río Ibare
El Río Ibare es un afluente derecho del río Mamoré en la Llanura de Moxos de Bolivia. Discurre principalmente en ele territorio del departamento del Beni, aunque nace más al sur dentro del departamento de Santa Cruz.

## Curso
El Ibare se eleva a una altitud de 195 m s. n. m., 50 kilómetros al sur-suroeste de la localidad de Ascensión de Guarayos, en el departamento de Santa Cruz, que se encuentra sobre la carretera troncal Ruta 9. Fluye en innumerables meandros en los primeros 500 km en dirección noroeste y en los últimos casi 100 km en gran parte en dirección norte. Después de un total de 592 km, desemboca en el río Mamoré, 20 km al noroeste de la ciudad de Trinidad, 862 km antes de que este se una aguas abajo con el río Beni para formar el río Madeira .
El río Ibare solo es atravesado por puentes en dos lugares, por la carretera troncal Ruta 3 cerca de Puerto Almacén, cerca de Trinidad, y por un camino rural entre los pueblos de Villa Alba y Loreto.

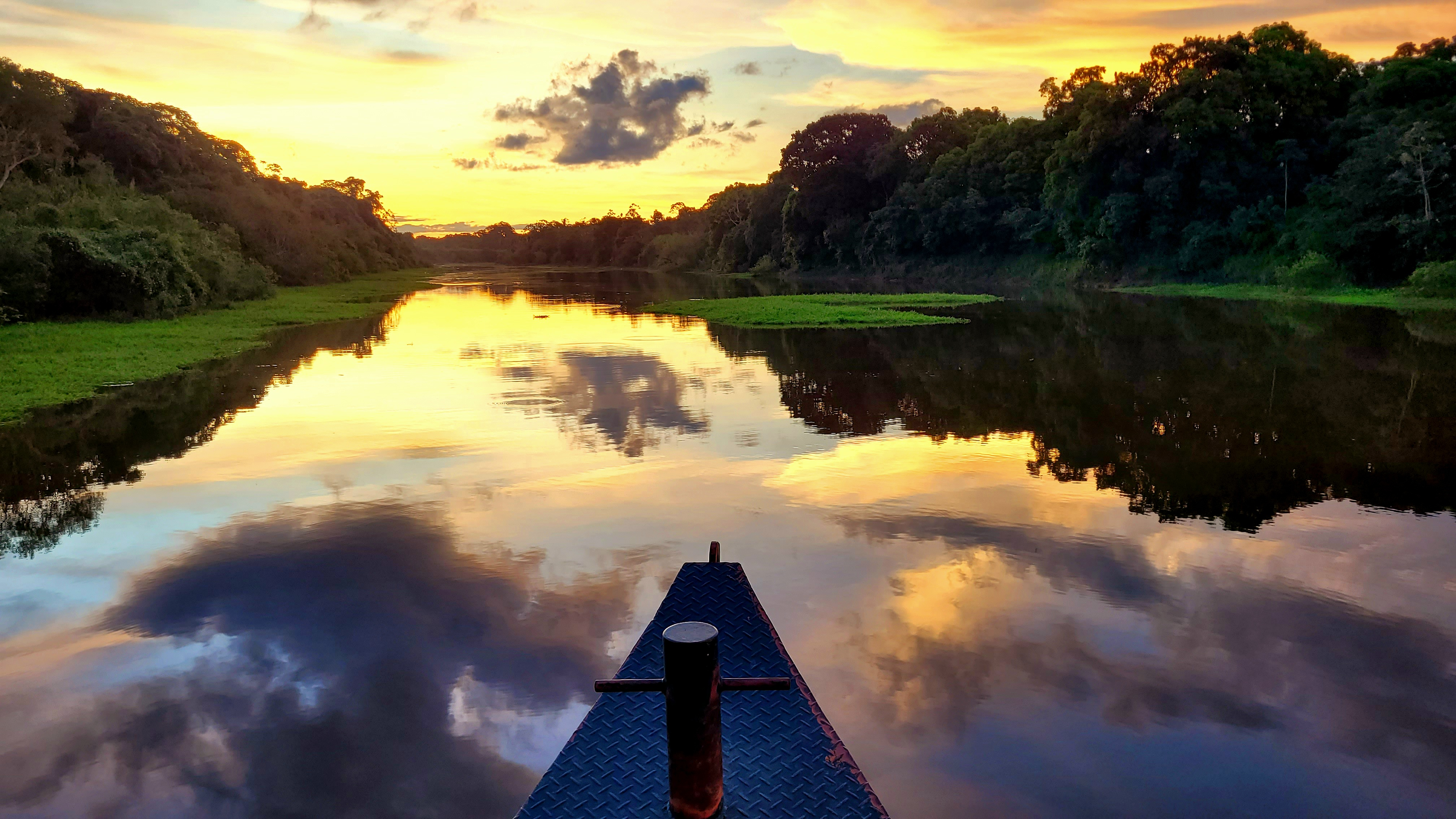
Navegación en el río Ibare.